# Omaha (Film)
Omaha ist ein Filmdrama und das Spielfilmdebüt von Cole Webley. Der während der Finanzkrise 2008 spielende Film mit John Magaro, Molly Belle Wright und Wyatt Solis in den Hauptrollen feierte Ende Januar 2025 beim Sundance Film Festival seine Premiere.

## Handlung
Während der Finanzkrise 2008. Nach dem Tod ihrer Mutter nach einer Krankheit werden die Geschwister Ella und Charlie von ihrem Vater geweckt und auf eine Reise quer durchs Land mitgenommen, um eine neue Welt zu erleben. Mit dabei ist ihr Golden Retriever Rex, den der Vater auf der Reise in ein Tierheim gibt. Er hat eh bereits Mühe, die Familie zu ernähren.
Ella bemerkt während der Fahrt, dass ihr Vater ihren Fragen über das Ziel ihrer Reise ausweicht. Die Kinder singen die Lieblingslieder ihrer Mutter wie Mony Mony von Tommy James & The Shondells. Der Vater kauft ihnen einen Drachen, den sie an den Bonneville Salt Flats steigen lassen. Auch den Zoo in Omaha besuchen sie.

## Produktion

### Filmstab, Besetzung und Dreharbeiten
Regie führte Cole Webley. Es handelt sich bei Omaha um sein Spielfilmdebüt als Regisseur. Als Filmeditor war er in der Vergangenheit für Filme wie The Fire Dragon Chronicles tätig. Das Drehbuch schrieb Robert Machoian, der als Autor und Regisseur von The Killing of Two Lovers bekannt ist. Die Idee für die Geschichte hatte Machoian 2008, als eine Gesetzesänderung für viele Familien in den USA finanzielle Probleme zur Folge hatte. Zu dieser Zeit lebte er in Kalifornien und kannte einen Vater von sechs Kindern, der aus diesem Grund die Gegend verließ und nach Nebraska fuhr. Daher trug das Drehbuch ursprünglich den Titel Nebraska. Diese Reise inspirierte ihn zum Schreiben der Geschichte. Machoian ist selbst Vater von sechs Kindern.
John Magaro spielt den Vater und Molly Belle Wright und Wyatt Solis seine Kinder Ella und Charlie. Wright stammt aus Manchester und war bei der Premiere des Films neun Jahre alt, Solis sechs Jahre alt. Einen  kurzen Auftritt hat Talia Balsam als Krankenschwester Edie.
Die Dreharbeiten fanden unter anderem in Utah in alten Bergbaustädten und vor der Kulisse der Bonneville Salt Flats und im Zoo im titelgebenden Omaha statt. Als Kameramann fungierte Paul Meyers.

### Filmmusik und Veröffentlichung
Die Filmmusik komponierte Christopher Bear. Er arbeitete zuletzt für das Filmdrama Past Lives – In einem anderen Leben von Celine Song, in dem Magaro ebenfalls in einer Hauptrolle zu sehen war.
Die Weltpremiere des Films fand am 23. Januar 2025 beim Sundance Film Festival statt. Im April 2025 fanden Vorstellungen beim Miami Film Festival und beim Dallas International Film Festival statt. Im Juni 2025 wurde Omaha beim Filmfest München und beim Nantucket Film Festival gezeigt und im Juli 2025 beim Galway Film Fleadh. Im September 2025 sind Vorstellungen beim Festival des amerikanischen Films und beim Nashville Film Festival geplant.

## Rezeption

### Kritiken
Von den bei Rotten Tomatoes aufgeführten Kritiken sind 89 Prozent positiv bei einer durchschnittlichen Bewertung mit 7,5 von 10 möglichen Punkten.
Carlos Aguilar schreibt in seiner Kritik für Variety, das Debüt des Regisseurs Cole Webley sei gleichermaßen herzzerreißend und erhellend, zwar intim, jedoch emotional monumental. Kameramann Paul Meyers hauche Orten und Szenarien, die man leicht als alltäglich bezeichnen könnte, filmisches Flair ein und verpacke diese Odyssee quer durchs die USA mit visueller Lyrik, ohne die Aufmerksamkeit von dem Lachen und den Tränen abzulenken. Molly Belle Wright liefere in der Rolle der Tochter eine hervorragende Leistung ab, die von den innersten Ängsten der Figur geprägt ist. Der Film zeige eine einzelne Tragödien von vielen, die jeden Tag unbemerkt bleiben: „Während sich für die einen die Welt weiterdreht, bricht sie für die anderen zusammen.“
Pete Hammond von deadline.com findet, John Magaro sehe unheimlich wie ein junger Dustin Hoffman aus und sei in seiner Rolle als Vater großartig. Auch die Kinder seien perfekt besetzt, und Hammond hebt ebenfalls insbesondere Wright hervor. Wyatt Solis als ihr jüngerer Bruder sei ebenfalls sehr gut, genau wie Talia Balsam, die in einer herzzerreißenden Schlüsselszene später im Film die Krankenschwester Edie spielt. Die Kameraführung von Paul Meyers sei ebenso hervorragend und fange ein ganz gewöhnliches Amerika am Straßenrand ein.

### Auszeichnungen
Festival des amerikanischen Films 2025
- Nominierung im Wettbewerb[14]

Filmfest München 2025
- Auszeichnung im Wettbewerb CineKindl[15]

Miami Film Festival 2025
- Auszeichnung mit dem Jordan Ressler First Feature Award (Cole Webley)[16]

Sundance Film Festival 2025
- Nominierung für den Grand Jury Prize im U.S. Dramatic Competition (Cole Webley)[4]